# Piazza Rabin
Piazza Rabin (in ebraico כיכר רבין‎?, Kikar Rabin), in passato piazza dei Re d'Israele (in ebraico כיכר מלכי ישראל‎?, Kikar Malchei Jisra'el) è una piazza di Tel Aviv.
La piazza fu teatro dell'assassinio del primo ministro israeliano Yitzhak Rabin il 4 novembre 1995. In seguito all'assassinio molti giovani israeliani sono scesi in piazza per commemorarlo, venendo ribattezzati "giovani candele" (in ebraico נוער הנרות‎?, Noa HaNerot). Alcuni dei graffiti disegnati quel giorno sono stati preservati.
In seguito, sul luogo in cui fu assassinato il primo ministro, è stato installato un piccolo muro in sua memoria, mentre vicino alla piscina è stato posto un altro memoriale, opera di Igael Tumarkin, per le vittime dell'Olocausto.
Fin dalla sua apertura è stata sede di diverse manifestazioni, parate ed eventi musicali.